# Classe Danae
La classe D, o classe Danae per il primo sottogruppo, è stata un gruppo di otto incrociatori leggeri della Royal Navy britannica. La costruzione iniziò nel 1916, in piena prima guerra mondiale, ma solo tre unità vennero completate in tempo per prendere parte agli eventi bellici. Altre cinque navi entrarono in servizio a conflitto concluso, mentre la costruzione di ulteriori quattro unità venne cancellata. Contrariamente ai predecessori non vennero aggiornati come unità contraeree e prestarono servizio in teatri a basso rischio durante la seconda guerra mondiale.

## Progetto

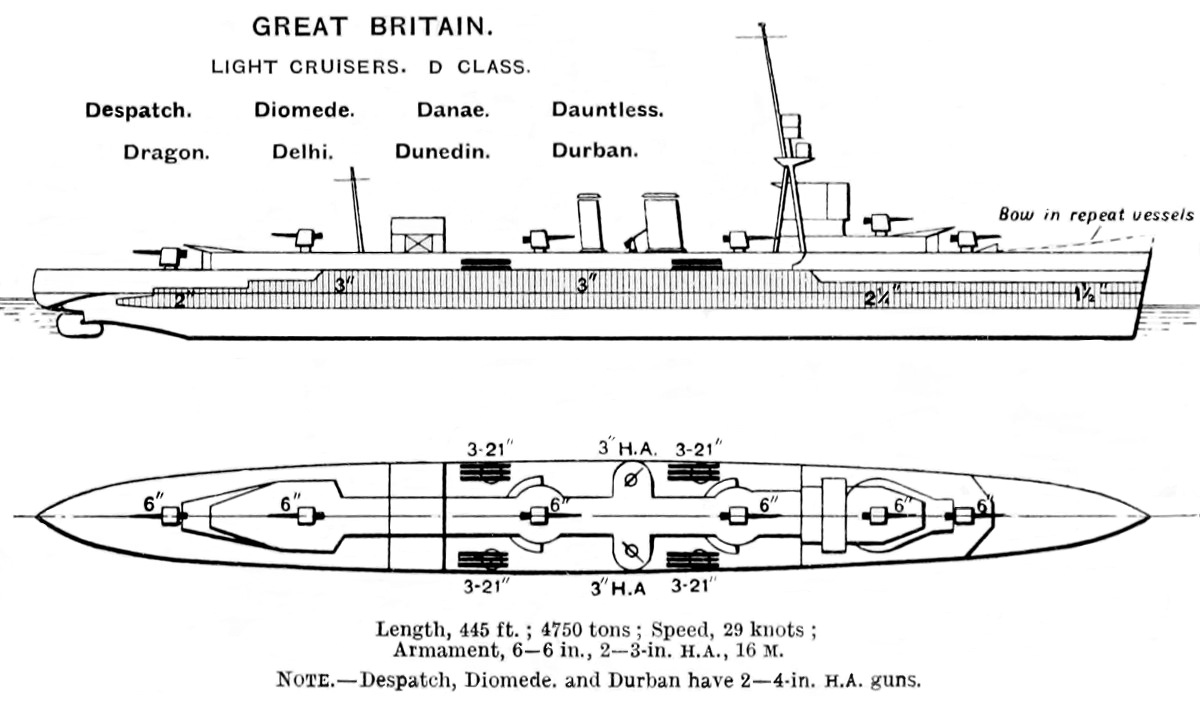
Schema delle Danae pubblicato sul Brassey's Naval Annual del 1923

Le unità classe Danae erano basate sul progetto della precedente classe C, ma con una lunghezza di circa 6 metri maggiore per permettere l'installazione di un ulteriore pezzo da 152 mm tra il ponte e il fumaiolo anteriore. Inoltre, i tubi lanciasiluri in impianti binati delle classe C vennero sostituiti da installazioni triple, fornendo alle Danae un totale di 12 tubi lanciasiluri e facendone gli incrociatori più pesantemente armati dell'epoca da questo punto di vista. Le macchine e la loro disposizione vennero copiate dal gruppo Ceres della classe C. La Danae, la Dauntless e la Dragon vennero ordinate prima del gruppo Capetown, non includendo quindi le migliorie al disegno della prua introdotte nell'ultimo gruppo della classe C per ovviare all'eccessiva quantità di acqua imbarcata dalle unità in caso di mare grosso. Le Capetown vennero quindi disegnate con un bordo via via più alto verso prua, come alcuni tipi di pescherecci oceanici. Questo disegno ebbe un tale successo che questa particolare soluzione venne adottata in tutti i successivi incrociatori britannici eccetto la Birmingham del 1935. La Despatch e la Diomede vennero costruite più larghe di circa 15 cm per migliorarne la stabilità mentre la Dragon e la Dauntless vennero completate con un hangar per un idrovolante costruito sul ponte. La Delhi, la Durban, la Dunedin, la Despatch e la Diomede erano invece equipaggiate con una piattaforma di lancio per aerei ruotati. La Despatch e la Diomede vennero anche completate con cannoni antiaerei da 101,6 mm invece che con i pezzi da 76 mm imbarcati sulle altre unità. La Diomede ebbe il cannone in posizione A equipaggiato con una torretta impermeabilizzata CP Mark XVI, un miglioramento importante soprattutto in caso di condizioni meteo avverse.

## Navi
Le prime tre navi vennero ordinate nel settembre 1916 con il programma di costruzioni bellico d'emergenza:
- HMS Danae, costruita nei cantieri Armstrong Whitworth di Newcastle upon Tyne, impostata l'11 dicembre 1916, varata il 26 gennaio 1918 ed entrata in servizio il 22 luglio seguente. Venne trasferita alla Marina polacca tra l'ottobre 1944 ed il settembre 1946, operando il come ORP Conrad. Venduta per essere demolita il 22 gennaio 1948.
- HMS Dauntless, costruita nei cantieri Palmers Shipbuilding and Iron Company di Jarrow, impostata il 3 gennaio 1917, varata il 10 aprile 1918 ed entrata in servizio il 22 novembre seguente. Venduta per essere demolita il 13 febbraio 1946.
- HMS Dragon, costruita nei cantieri della Scotts Shipbuilding and Engineering Company di Greenock, impostata il 24 gennaio 1917, varata il 29 dicembre seguente ed entrata in servizio il 16 agosto 1918. Trasferita alla Marina polacca il 15 gennaio 1943, danneggiata da un Siluro a lenta corsa tedesco al largo di Caen l'8 luglio 1944, venne utilizzata come frangiflutti in Normandia il 20 luglio seguente.

Altre tre navi vennero ordinate nel luglio 1917 con il programma di costruzioni bellico d'emergenza:
- HMS Delhi, costruita nei cantieri Armstrong Whitworth di Newcastle upon Tyne, impostata il 29 ottobre 1917, varata il 23 agosto 1918 e completata il 7 giugno 1919. Venduta per essere demolita il 22 gennaio 1948.
- HMS Dunedin, costruita nei cantieri Armstrong Whitworth di Newcastle upon Tyne, impostata il 5 novembre 1917, varata il 19 novembre 1918 e completata nei cantieri di Devonport nell'ottobre 1919. Trasferita alla Divisione neozelandese della Royal Navy nel 1925, silurata ed affondata dall'U-Boot U-124 al largo dell'Arcipelago di San Pietro e San Paolo il 24 novembre 1941.
- HMS Durban, costruito nei cantieri della Scotts Shipbuilding and Engineering Company di Greenock, impostata il 22 giugno 1918, varata il 29 maggio 1919 e completata a Devonport il 1º settembre 1921. Affondata come frangiflutti in Normandia il 9 giugno 1944.

Le ultime sei navi della classe vennero ordinate nel marzo 1918 con il programma di costruzioni bellico d'emergenza:
- HMS Despatch, costruita dalla Fairfield Shipbuilding and Engineering Company di Govan, impostata l'8 luglio 1918, varata il 24 settembre 1919 e completata a Chatham il 2 giugno 1922. Venduta per essere demolita il 5 aprile 1946.
- HMS Diomede, costruita nei cantieri Vickers Limited di Barrow-in-Furness, impostata il 3 giugno 1918, varata il 29 aprile 1919 e completata a Portsmouth il 24 febbraio 1922. Trasferita alla Divisione neozelandese della Royal Navy nel 1925, venduta per essere demolita il 5 aprile 1946.
- HMS Daedalus, ordinata ai cantieri Armstrong Whitworth, cancellata il 26 novembre 1918.
- HMS Daring, ordinata ai cantieri William Beardmore and Company di Dalmuir, cancellata il 26 novembre 1918.
- HMS Desperate, ordinata ai cantieri R. & W. Hawthorn Leslie and Company di Hebburn, cancellata il 26 novembre 1918.
- HMS Dryad, ordinata ai cantieri Vickers, cancellata il 26 novembre 1918.